# Знаки почтовой оплаты Украины (2011)
Знаки почтовой оплаты Украины (2011) — перечень (каталог) знаков почтовой оплаты (почтовых марок), введённых в обращение почтой Украины в 2011 году.
В 2011 году было выпущено 72 почтовые марки, в том числе 68 памятных (коммеморативных) почтовых марок и четыре стандартные марки седьмого выпуска (2007—2011) номиналом от 1,90 до 7,00 гривен. Тематика коммеморативных марок охватывала юбилеи выдающихся деятелей культуры, памятники архитектуры Украины, знаменательные даты, виды представителей фауны и флоры и другие сюжеты.
В обращение поступили марки номиналом от 1,50 до 7,70 гривны. Все почтовые марки, введённые в обращение почтой Украины в 2011 году, напечатаны государственным предприятием «Полиграфический комбинат „Украина“».

## Список коммеморативных (памятных) марок
Порядок следования элементов в таблице соответствует номеру по каталогу марок Украины на официальном сайте Укрпочты (укр. КМД УДППЗ «Укрпошта»), в скобках приведены номера по каталогу «Михель».
| № по каталогу | Изображение | Описание и источники | Номинал                              | Дата выпуска          | Тираж   | Художник                        |
| --- | ----------- | --- | ------------------------------------ | --------------------- | ------- | ------------------------------- |
| № 1098 (Mi #1140) |             | «Перший політ людини в космос. Юрій Гагарін». с укр. — «Первый полёт человека в космос. Юрий Гагарин». | 6,00 гривень                         | 12 апреля 2011 года   | 180 000 | Василий Василенко               |
| № 1099 (Mi #1141) |             | «Георгій Береговий. 1921—1995». с укр. — «Георгий Береговой (1921—1995». | 2,20 гривны                          | 16 апреля 2011 года   | 180 000 | Алексей Соболевский             |
| № 1100 (Mi #1142) |             | Серія «200-річчя від дня народження Тараса Шевченка» «Тарас Шевченко. Казашка Катя. 1857». с укр. — «Серия „200-летие со дня рождения Тараса Шевченко“: - Тарас Шевченко „Казашка Катя“ (1857)». | 1,50 гривны                          | 21 мая 2011 года      | 210 000 | Владимир Таран                  |
| № 1105 (Mi #1147) № 1106 (Mi #1148)                                                                                           |             | «Провідники козацьких повстань» (зчіпка з двох марок): Григорій Лобода; Северин Наливайко. с укр. — «Сцепка „Предводители казацких восстаний“: - Григорий Лобода; - Северин Наливайко». | 1,50 2,00 гривны                     | 9 июня 2011 года      | 154 000 | Василий Василенко               |
| № 1107 (Mi #1149) |             | «Конституція України 28 червня 1996 року. 15 років». с укр. — «Конституция Украины 28 июня 1996 года. 15 лет». | 6,00 гривень                         | 17 июня 2011 года     | 200 000 | Владимир Таран                  |
| № 1108 (Mi #1155) |             | Проект «Власна марка»: Україна. с укр. — «Проект „Собственная марка“: Украина». | V                                    | 25 июня 2011 года     | 99 990  | Владимир Таран                  |
| № 1109 (Mi #1150) № 1110 (Mi #1151) № 1111 (Mi #1152) № 1112 (Mi #1153) № 1113 (Mi #1154)                                     |             | «Українське подвір’я» з 5 марок: Котик; Ластівки; Корова; Собака; Порося. с укр. — «Блок „Украинское подворье“ из пяти марок: - Котёнок; - Ласточки; - Корова; - Собака; - Поросёнок». | 1,50 2,00 1,50 гривны                | 25 июня 2011 года     | 132 000 | Кость Лавро                     |
| № 1114 (Mi #1156) |             | Серія «Локомотивобудування в Україні»: «Дизель-поїзд ДПЛ 1». с укр. — «Серия „Локомотивостроение на Украине“: - Дизель-поезд ДПЛ-1». | 1,50 гривны                          | 5 июля 2011 года      | 245 000 | Валерий Руденко                 |
| № 1115 (Mi #1157) |             | Серія «Локомотивобудування в Україні»: «Електропоїзд ЕПЛ 2Т». с укр. — «Серия „Локомотивостроение на Украине“: - Электропоезд ЭПЛ2Т». | 2,20 гривны                          | 5 июля 2011 года      | 245 000 | Валерий Руденко                 |
| № 1116 (Mi #1158) |             | Серія «Локомотивобудування в Україні»: «Дизель-поїзд ДЕЛ 02». с укр. — «Серия „Локомотивостроение на Украине“: - Дизель-поезд ДЭЛ 02». | 1,90 гривны                          | 5 июля 2011 года      | 245 000 | Валерий Руденко                 |
| № 1117 (Mi #1159) |             | Серія «Локомотивобудування в Україні»: «Електропоїзд ЕПЛ 9Т». с укр. — «Серия „Локомотивостроение на Украине“: - Электропоезд ЭПЛ9Т». | 6,00 гривень                         | 5 июля 2011 года      | 245 000 | Валерий Руденко                 |
| № 1118 (Mi #1160) |             | 100 років першого польоту дирижабля «Київ». с укр. — «100 лет со дня первого полёта дирижабля „Киев“». | 2,20 гривны                          | 5 августа 2011 года   | 205 000 | Татьяна Нестерова               |
| № 1119 (Mi #1161) |             | «Україна: 20-річчя Незалежності». с укр. — «Украина: 20-летие Независимости». | 2,20 гривны                          | 24 августа 2011 года  | 230 000 | Иван Бринюк Наталия Андрийченко |
| № 1120 (Mi #1162) |             | «120 років з початку імміграції українців до Бразилії». с укр. — «120 лет с момента начала иммиграции украинцев в Бразилию». | 2,20 гривны                          | 24 августа 2011 года  | 202 000 | Виктор Барыба                   |
| № 1121 (Mi #1163) № 1122 (Mi #1164)                                                                                           |             | Серія «Казковий світ»: Снігова Королева (зчіпка з двох марок). с укр. — «Серия „В мире сказок“: Снежная Королева (сцепка из двух марок)». | 6,00 1,50 гривны                     | 1 сентября 2011 года  | 192 000 | Владислав Ерко                  |
| № 1123 (Mi #1165) |             | ХІІ Національна філателістична виставка «Укрфілексп 2011». Одеса. с укр. — «ХІІ Национальная филателистическая выставка „Укрфилэксп 2011“, Одесса». | 4,30 гривны                          | 9 сентября 2011 года  | 220 000 | Наталия Андрийченко             |
| № 1124 (Mi #1166) № 1125 (Mi #1167) № 1126 (Mi #1168) № 1127 (Mi #1169) № 1128 (Mi #1170) № 1129 (Mi #1171)                   |             | «90-річчя поштових марок Української народної республіки» з 6-ти марок та купона: «5 гривень»; «3 гривні»; «60 гривень»; «80 гривень»; «100 гривень»; «200 гривень». с укр. — «90 лет почтовым маркам Украинской народной республики из шести марок и купона». | 1,50 2,00 6,00 7,00 гривень          | 12 сентября 2011 года | 132 000 | Светлана Бондар                 |
| № 1130 (Mi #1172) |             | «Тетяна Маркус. 1921—1943. Герой України». с укр. — «Татьяна Маркус (1921—1943) герой Украины». | 1,50 гривны                          | 21 сентября 2011 года | 150 000 | Лариса Корень                   |
| № 1131 (Mi #1173) |             | «70 років трагедії Бабиного Яру». с укр. — «70-летие трагедии Бабьего Яра». | 2,20 гривны                          | 29 сентября 2011 года | 150 000 | Виктор Барыба                   |
| № 1132 (Mi #1174) № 1133 (Mi #1175)                                                                                           |             | 75 років. Фільм-опера «Наталка Полтавка» (зчіпка з двох марок). с укр. — «Сцепка из двух марок „Фильм-опера Наталка Полтавка 75-лет“». | 6,00 1,50 гривны                     | 30 сентября 2011 года | 185 000 | Лариса Мельник                  |
| № 1134 (Mi #1176) |             | «Львівський національний університет імені Івана Франка. 350 років». с укр. — «Львовский национальный университет имени Ивана Франко, 350 лет». | 1,50 гривны                          | 11 октября 2011 года  | 185 000 | Мария Гейко                     |
| № 1135 (Mi #1177) |             | «20 років Регіональної співдружності в галузі зв’язку». с укр. — «20-летие Регионального содружества в области связи». | 1,90 гривны                          | 14 октября 2011 года  | 150 000 | Василий Василенко               |
| № 1136 (Mi #1178) |             | «Михайло Янгель (1911—1971). 100 років від дня народження». с укр. — «Михаил Янгель (1911—1971). 100 лет со дня рождения». | 1,50 гривны                          | 25 октября 2011 года  | 150 000 | Василий Василенко               |
| № 1137 (Mi #1179) |             | «Любіть Україну» (марка за проектом «Власна марка»). с укр. — «„Любите Украину“ (почтовая марка проекта „Собственная марка“». | V                                    | 1 ноября 2011 года    | 99 996  | Владимир Таран                  |
| № 1138 (Mi #1180) № 1139 (Mi #1181)                                                                                           |             | «Софія Київська. 1000 років» (зчіпка з 2-х марок та купона). с укр. — «София Киевская — 1000 лет (сцепка из двух марок и купона)». | 1,90 6,00 гривень                    | 18 ноября 2011 года   | 145 000 | Николай Кочубей                 |
| № 1140 (Mi #1182) № 1141 (Mi #1183) № 1142 (Mi #1184) № 1143 (Mi #1185) № 1144 (Mi #1186)                                     |             | Блок «Земноводні України» з 5-ти марок: «Їстівна жаба»; «Райка звичайна (деревна)»; «Прудка жаба»; «Ставкова жаба»; «Озерна жаба». с укр. — «Блок „Земноводные Украины“ из 5 марок: - Настоящая лягушка (Pelophylax esculentus); - Обыкновенная квакша (древесница) (Hyla arborea); - Прыткая лягушка (Rana dalmatina); - Прудовая лягушка (Pelophylax lessonae); - Озёрная лягушка (Pelophylax ridibundus)».                       | 1,80 2,20 4,30 гривны                | 22 ноября 2011 года   | 115 000 | Наталия Кохаль                  |
| № 1145 (Mi #1187) № 1146 (Mi #1188) № 1147 (Mi #1189) № 1148 (Mi #1190) № 1149 (Mi #1191) № 1150 (Mi #1192)                   |             | Блок «Щедра Україна. Весна». с укр. — «Блок „Щедрая Украина. Весна“». | 1,80 2,20 1,80 6,00 1,80 1,90 гривны | 25 ноября 2011 года   | 140 000 | Наталия Кохаль                  |
| № 1151 (Mi #1193) |             | «Виноробство в України (Миколаївська та Закарпатська області)»: «Трамінер». с укр. — «Виноделие на Украине (Николаевская и Закарпатская области): - Троллинер». | 1,90 гривны                          | 30 ноября 2011 года   | 197 000 | Лариса Мельник                  |
| № 1152 (Mi #1194) |             | «Виноробство в України (Миколаївська та Закарпатська області)»: «Аліготе». с укр. — «Виноделие на Украине (Николаевская и Закарпатская области): - Алиготе». | 4,30 гривны                          | 30 ноября 2011 года   | 197 000 | Лариса Мельник                  |
| № 1153 (Mi #1195) |             | «СНІД. 30 років». с укр. — «СПИД. 30 лет». | 1,80 гривны                          | 1 декабря 2011 года   | 150 000 | Оксана Шуклинова                |
| № 1154 (Mi #1196) |             | «20-річчя Співдружності Незалежних Держав». с укр. — «20-летие Содружества Независимых Государств». | 2,20 гривны                          | 8 декабря 2011 года   | 150 000 | Оксана Шуклинова                |
| № 1155 (Mi #1197) № 1156 (Mi #1198) № 1157 (Mi #1199) № 1158 (Mi #1200) № 1159 (Mi #1201) № 1160 (Mi #1202) № 1161 (Mi #1203) |             | Малий аркуш «Сім природних чудес України» із семи марок: «Озеро Світязь»; «Гранітно-степове Побужжя»; «Асканія-Нова»; «Озеро Синевир»; «Дністровський каньйон»; «Подільські Товтри»; «Мармурова печера». с укр. — «Малый марочный лист „Семь природных чудес Украины“ из семи марок: - Озеро Свитязь; - Гранитно-Степное Побужье; - Аскания-Нова; - Озеро Синевир; - Днестровский каньон; - Подольские Товтры; - Мраморная пещера». | 2,20 гривны                          | 19 декабря 2011 года  | 132 000 | Мария Гейко                     |
| № 1162 (Mi #1204) № 1163 (Mi #1205)                                                                                           |             | 2 марки + блок «Ліси». с укр. — «Леса (сцепка из двух марок и блок)». | 2,20 4,30 гривны                     | 20 декабря 2011 года  | 150 000 | Наталия Андрийченко             |
| № 1164 (Mi #1206) № 1165 (Mi #1207)                                                                                           |             | «З Новим роком та Різдвом Христовим». с укр. — «С Новым годом и Рождеством Христовым». | 1,80 гривны                          | 23 декабря 2011 года  | 190 000 | Наталия Кохаль                  |
| № 1166 (Mi #1208) № 1167 (Mi #1209) № 1168 (Mi #1210) № 1169 (Mi #1211)                                                       |             | Малий аркуш «Водяні млини України». с укр. — «Малый марочный лист „Водяные мельницы Украины“». | 1,80 2,20 6,50 7,70 гривны           | 28 декабря 2011 года  | 104 000 | Юрий Логвин                     |

## Седьмой выпуск стандартных марок (2007—2011)
В 2011 году было выпущено в обращение четыре марки седьмой серии стандартных марок независимой Украины (2007—2011) номиналом от 1,90 до 7,00 гривен.
Порядок следования элементов в таблице соответствует номеру по каталогу марок Украины на официальном сайте Укрпочты (укр. КМД УДППЗ «Укрпошта»), в скобках приведены номера по каталогу «Михель».
| № по каталогу     | Изображение | Описание и источники                   | Номинал     | Дата выпуска     | Тираж    | Художник        |
| ----------------- | ----------- | -------------------------------------- | ----------- | ---------------- | -------- | --------------- |
| № 1101 (Mi #1143) |             | «Кисет». с укр. — «Кисет».             | 1,90 гривны | 7 июня 2011 года | массовый | Катерина Штанко |
| № 1102 (Mi #1144) |             | «Порохівниця». с укр. — «Пороховница». | 2,20 гривны | 7 июня 2011 года | массовый | Катерина Штанко |
| № 1103 (Mi #1145) |             | «Бандура». с укр. — «Бандура».         | 6,00 гривен | 7 июня 2011 года | массовый | Катерина Штанко |
| № 1104 (Mi #1146) |             | «Супниця». с укр. — «Супница».         | 7,00 гривен | 7 июня 2011 года | массовый | Катерина Штанко |

## Комментарии
1. ↑  Коммеморативные марки — обобщённое название специальных художественных (памятных, юбилейных и других) почтовых марок. Для упрощения терминологии в случаях, когда требуется лишь подчеркнуть, что данная марка не является общеупотребляемой (то есть стандартной), под термином «коммеморативная марка» подразумевают, кроме перечисленных выше, также тематические (рисунки которых, посвящены определённой теме коллекционирования) марки. Также все упомянутые марки, объединённые термином «коммеморативная», имеют общую черту: как правило, такие марки изготовляются на высоком полиграфическом уровне[5].
2. ↑  Ниже приведён перечень памятных художественных марок (с возможностью сортировки по номиналу, тиражу и дате введения в обращение).
3. 1 2  Литерный номинал «V» соответствует тарифу на пересылку неприоритетного простого почтового отправления, массой до 20 грамм в пределах Украины[56]. Литерный номинал «V» эквивалентен 4,00 грн (курсовая стоимость марки приведена по данным Укрпочты на 27 октября 2017 года)[57].
4. ↑  Первый украинский фильм-опера был снят в 1936 году режиссёром Иваном Кавалеридзе. В главной роли — Екатерина Осмяловская[46].
5. ↑  Почтовая марка с купоном (купон предназначен для печати сюжетов по заказу граждан или организаций). Марочный лист содержит 12 марок и 12 купонов. Тираж марочного листа — 8333; марки — 99 996 экземпляров[54]. Поля марочного листа оформляются избранным сюжетом из каталога электронных изображений КМД УДППЗ «Укрпошта» или предоставляются заказчиком. Поля марочного листа «Любите Украину» художественно оформлены и содержат оригинальный текст Владимира Сосюры
6. ↑  Введена в обращение марка № 1137 и переведена в разряд филателистической продукции 01.11.2011 г[54].
7. ↑  Ниже приведён перечень стандартных марок (с возможностью сортировки по номиналу, тиражу и дате введения в обращение).